# Frye Island
Frye Island – miasto w Stanach Zjednoczonych, w stanie Maine, w hrabstwie Cumberland.